# センチメンタル・ジャーニー (映画)
『センチメンタル・ジャーニー (Sentimental Journey)』は、1946年製作のアメリカ映画。監督はウォルター・ラング。配給は20世紀フォックス。日本公開は1948年3月16日。
子宝に恵まれない舞台役者夫婦ビルとジュリーと養女に迎えた孤児のヒティをめぐる物語。

## あらすじ
人もうらやむ仲の良い夫婦ビルとジュリーは、それぞれ、ブロードウェイの舞台プロデューサーと舞台役者である。2人の間には子供がいない。ある日、海岸沿いを散歩していたジュリーは、ヒティという愛称の想像力豊かな孤児の少女と出会う。
ある日、ジュリーが急病で倒れる。ジュリーには絶対安静が必要であるとミラー医師はビルと弟のドネリーに告げる。しかし、実はジュリーの心臓はかなり弱っていたのだ。
ジュリーは自分の少女時代の面影を見た孤児の少女ヒティを養女にしたいと言い出す。ビルは気が進まなかったが、ジュリーの望みを聞き入れる。ところが、今度はヒティが環境の変化から病気になってしまう。ミラー医師は、ビルがヒティの気持ちを理解して愛さない以上、孤児院に返した方が良いとアドバイスする。夫がヒティを受け入れていないことにジュリーは悩んだ末、心臓麻痺で死んでしまう。
妻の死に落ち込むビルをヒティが慰めようとするが上手くいかない。ジュリーの幽霊のような幻影に導かれ、慰められたヒティは、懸命にビルに尽くす。ドネリーと相談し、ビルを励ますためにパーティを開いて、ジュリーのピアノを弾くが、逆にビリーはドネリーにヒティを連れて帰るように言い出した。絶望したヒティは失踪してしまう。
ジュリーの部屋で夫婦の愛唱歌でもあった『センチメンタル・ジャーニー』のレコードをかけていると、その歌がヒティを愛してほしいというジュリーの訴えのようにビルには聞こえてきた。ビルは初めてヒティが大切な存在であることを悟った。やがて、ヒティを探し出したビルは、ヒティを抱きしめた。

## 配役
- ビル（ウィリアム） - ジョン・ペイン（吹替：城達也）
- ジュリー - モーリン・オハラ（吹替：里見京子）
- ドネリー - ウィリアム・ベンディックス（英語版）
- ミラー医師 - サー・セドリック・ハードウィック
- ヒティ（メヒタベル） - コニー・マーシャル

※日本語吹替：放送日1972年1月5日『映画招待席』、1976年10月8日『想い出の名作洋画劇場』他

## 使用
- センチメンタル・ジャーニー (レス・ブラウン楽団の曲) - 1945年に発売され、大ヒットした楽曲。
- 夜想曲第8番 (ショパン)